# 三重マル
『三重マル』（さんじゅうマル）は、2006年2月22日に発売された尾崎亜美のオリジナル・アルバム。発売元は日本コロムビア。尾崎のデビュー30周年記念作品であり、尾崎と小原礼との共同プロデュースによるアルバムとなっている。

## 概要
デビュー30周年記念アルバム。アルバムジャケットの写真は赤ちゃんの頃の尾崎自身。普段はあまり笑わない子だったが、珍しく笑った時に写したものだとのこと。
日本女子サッカーリーグ（なでしこリーグ／Ｌ・リーグ）″マリーゼ″ のオフィシャル・テーマソング「戦う翼」、トリプルA面シングル「待っていてね/Magical Way/Guardian Star」は3曲とも収録された（「Guardian Star」のみロング・バージョンでの収録）。
M-1「水のように 跳ねる魚のように」は、北日本新聞社と北日本放送が共同で立ち上げたレーベル″GET THE DREAM PROJECT″からの第1弾アーティスト、STEP!に提供した楽曲のセルフカバー、M-3「シーソー」は小野真弓に提供し2枚目のシングルとしてリリースされた曲のセルフカバーである。
ほか、1979年12月にNHK「みんなのうた」として初回が放送された「キャンディの夢」の新録音バージョンが収録されている。尾崎によると、「キャンディの夢」は高校時代に原型が出来ていた曲であるが、体が弱かった頃の自己憐憫のような内容の曲というイメージを持ってしまい、ずっとアルバムに収録しなかったという。本作のリリースに際し新たにレコーディングされ、デビュー30周年を迎えたタイミングでアルバム初収録となった。
このアルバムを引っ提げ、同年3月下旬から12月にかけて、「尾崎亜美30周年記念コンサート ″三重マル″ 」が開催された。 

## 収録曲

### CD
| 全作詞・作曲・編曲: 尾崎亜美。 |                                 |          |            |      |
| #                              | タイトル                        | 作詞     | 作曲・編曲 | 時間 |
| 1.                             | 「水のように 跳ねる魚のように」 | 尾崎亜美 | 尾崎亜美   | 4:34 |
| 2.                             | 「戦う翼」                      | 尾崎亜美 | 尾崎亜美   | 4:23 |
| 3.                             | 「シーソー」                    | 尾崎亜美 | 尾崎亜美   | 4:21 |
| 4.                             | 「卒業のチャイム」              | 尾崎亜美 | 尾崎亜美   | 4:27 |
| 5.                             | 「人魚」                        | 尾崎亜美 | 尾崎亜美   | 4:45 |
| 6.                             | 「待っていてね」                | 尾崎亜美 | 尾崎亜美   | 4:06 |
| 7.                             | 「キャンディの夢」              | 尾崎亜美 | 尾崎亜美   | 2:45 |
| 8.                             | 「Magical Way」                 | 尾崎亜美 | 尾崎亜美   | 3:50 |
| 9.                             | 「Traveler」                    | 尾崎亜美 | 尾崎亜美   | 4:27 |
| 10.                            | 「We get along well」           | 尾崎亜美 | 尾崎亜美   | 4:34 |
| 11.                            | 「Guardian Star」(Long Version) | 尾崎亜美 | 尾崎亜美   | 4:20 |
| 合計時間:                      | 合計時間:                       | 46:32    |            |      |

### 楽曲解説
1. 水のように 跳ねる魚のように
2. 戦う翼
東京電力 女子サッカー部 ″TEPCOマリーゼ″ テーマソング
3. シーソー
小野真弓への提供曲のセルフカバー
4. 卒業のチャイム
5. 人魚
6. 待っていてね
NHK連続ドラマ「どんまい!」主題歌
7. キャンディの夢
NHK「みんなのうた」使用曲
8. Magical Way
テレビ朝日系「にっぽん菜発見 そうだ、自然に帰ろう」エンディングテーマ
9. Traveler
10. We get along well
11. Guardian Star (Long Version)
よみうりテレビ系アニメ「エンジェル・ハート」挿入歌

## ミュージシャン
| 水のように 跳ねる魚のように Vocal, Keyboards & Chorus: 尾崎亜美 Drums: 山木秀夫 Bass, Chorus & Percussion: 小原礼 E.Guitar: 是永巧一 Trumpet: 西村浩二 Trombone：村田陽一 Sax：山本拓夫 Synthesizer Programming: 橋本茂昭、木本靖夫 Horn Arrangement: 村田陽一 戦う翼 Vocal, Keyboards & Chorus: 尾崎亜美 Drums: 沼澤尚 Bass: 小原礼 E.Guitars & A.Guitar: 是永巧一 Synthesizer Programming: 橋本茂昭 シーソー Vocal, Keyboards & Chorus: 尾崎亜美 Drums & Bass: 小原礼 Bass, Chorus & Percussion: 小原礼 G.Guitars: 古川昌義 E.Guitars: 是永巧一 Synthesizer Programming: AMIURA PROJECT、木本靖夫 卒業のチャイム Vocal, Keyboards & Chorus: 尾崎亜美 Drums: 山木秀夫 Bass: 小原礼 A. & E.Guitars: 小倉博和 E.Guitar: 是永巧一 Synthesizer Programming: AMIURA PROJECT、橋本茂昭、木本靖夫 人魚 Vocal, Keyboards & Chorus: 尾崎亜美 Bass: 小原礼 E.Guitars: 小倉博和 Synthesizer Programming: AMIURA PROJECT | 待っていてね Vocal, Keyboards & Chorus: 尾崎亜美 Drums: 山木秀夫 Bass: 小原礼 E.Guitar: 是永巧一 Trumpet: 西村浩二、荒木敏男 Trombone：村田陽一 Sax：山本拓夫 Synthesizer Programming: 木本靖夫 キャンディの夢 Vocal & A.Piano: 尾崎亜美 Magical Way Vocal, Keyboards & Chorus: 尾崎亜美 Drums: 沼澤尚 Bass: 小原礼 E.Guitars & A.Guitar: 土方隆行 Synthesizer Programming: 木本靖夫 Traveler Vocal, Keyboards & Chorus: 尾崎亜美 Drums: 山木秀夫 Bass: 小原礼 E.Guitars: 小倉博和 Synthesizer Programming: 尾崎亜美、橋本茂昭 We get along well Vocal, Keyboards & Chorus: 尾崎亜美 Drums: 山木秀夫 Bass: 小原礼 E.Guitars: 是永巧一 G.Guitars: 古川昌義 Synthesizer Programming: 木本靖夫 Guardian Star Vocal, Keyboards & Chorus: 尾崎亜美 Drums: 山木秀夫 Bass: 小原礼 E.Guitars: 是永巧一 G.Guitars: 古川昌義 Percussion：三沢またろう Synthesizer Programming: 木本靖夫 Translation: JAMES UDESKY |

## 尾崎亜美30周年記念コンサート「三重マル」
| #  | 日時           | 会場                                               |
| -- | -------------- | -------------------------------------------------- |
| 1  | 2006年3月21日  | 静岡県 浜松フォルテホール                          |
| 2  | 2006年3月22日  | 東京都 めぐろパーシモンホール                      |
| 3  | 2006年4月14日  | 埼玉県 大宮ソニックシティ                          |
| 4  | 2006年4月22日  | 愛知県 クラブダイアモンドホール                    |
| 5  | 2006年4月24日  | 京都府 都雅都雅                                    |
| 6  | 2006年4月25日  | 大阪府 なんばHatch                                 |
| 7  | 2006年6月30日  | 島根県 江津市総合市民センター ミルキーウェイホール |
| 8  | 2006年7月1日   | 島根県 メテオプラザ                                |
| 9  | 2006年7月3日   | 鳥取県 江府町山村開発センター                      |
| 10 | 2006年11月29日 | 東京都 江東区文化センター                          |
| 11 | 2006年12月9日  | 群馬県 前橋市民文化会館 大胡分館（大胡シャンテ）   |